# Agrostis media
Agrostis media é uma espécie de gramínea do gênero Agrostis, pertencente à família Poaceae.